# Федченко, Михаил Павлович
Михаи́л Па́влович Фе́дченко (1869 — ?) — член Государственной думы I созыва от Херсонской губернии, крестьянин.

## Биография
Православный, крестьянин деревни Червоная Каменка Александрийского уезда.
Окончил одноклассное училище. Занимался сельским хозяйством. Два года был сельским писарем, девять лет волостным писарем. Беспартийный.
В 1906 году был избран в I Государственную думу от общего состава выборщиков Херсонского губернского избирательного собрания. Входил в группу Партии демократических реформ.
Судьба после роспуска Думы неизвестна.